# Tumuli von Rosmeur

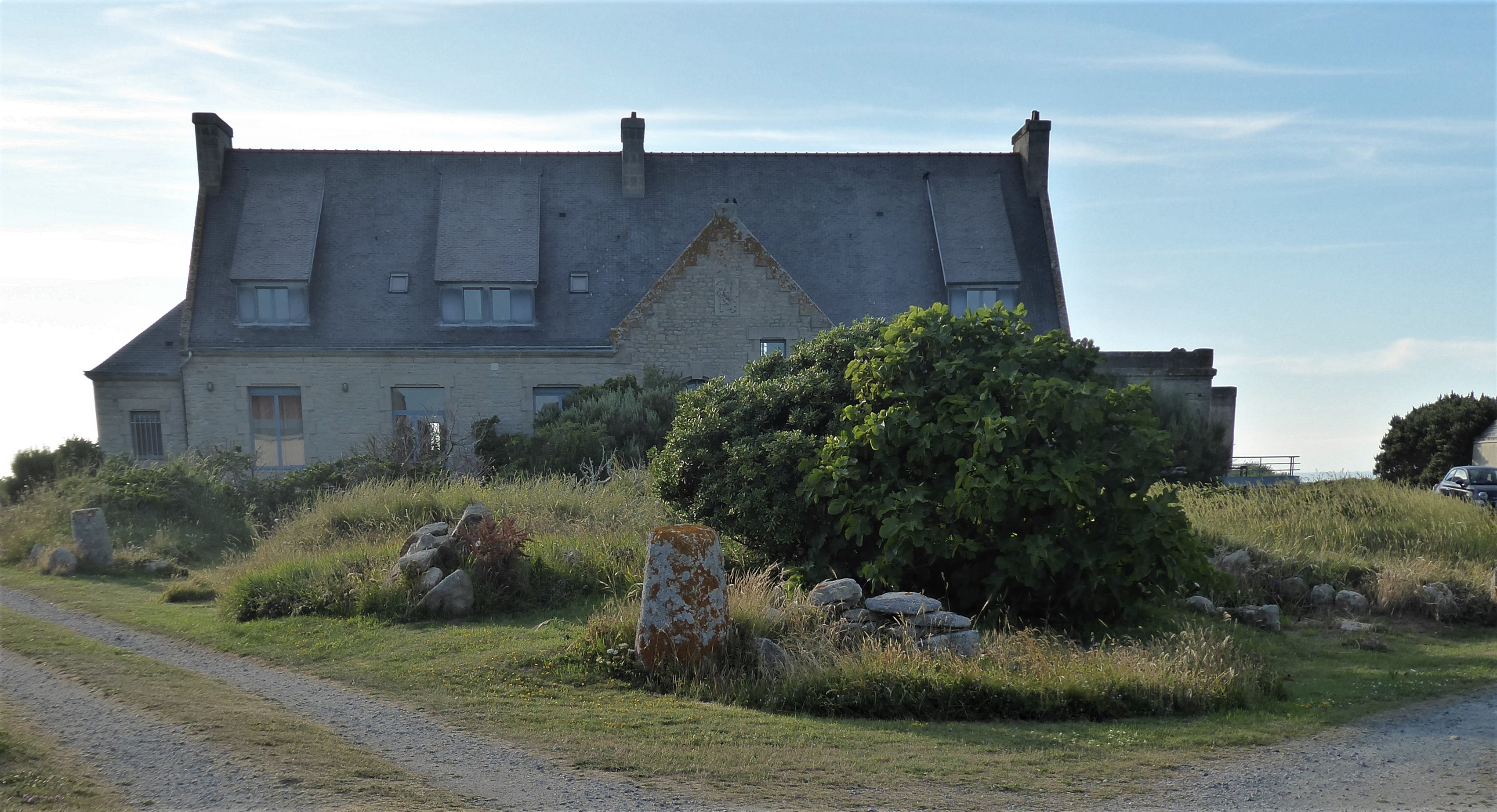
Die Überreste der Tumuli unter Pflanzenbewuchs

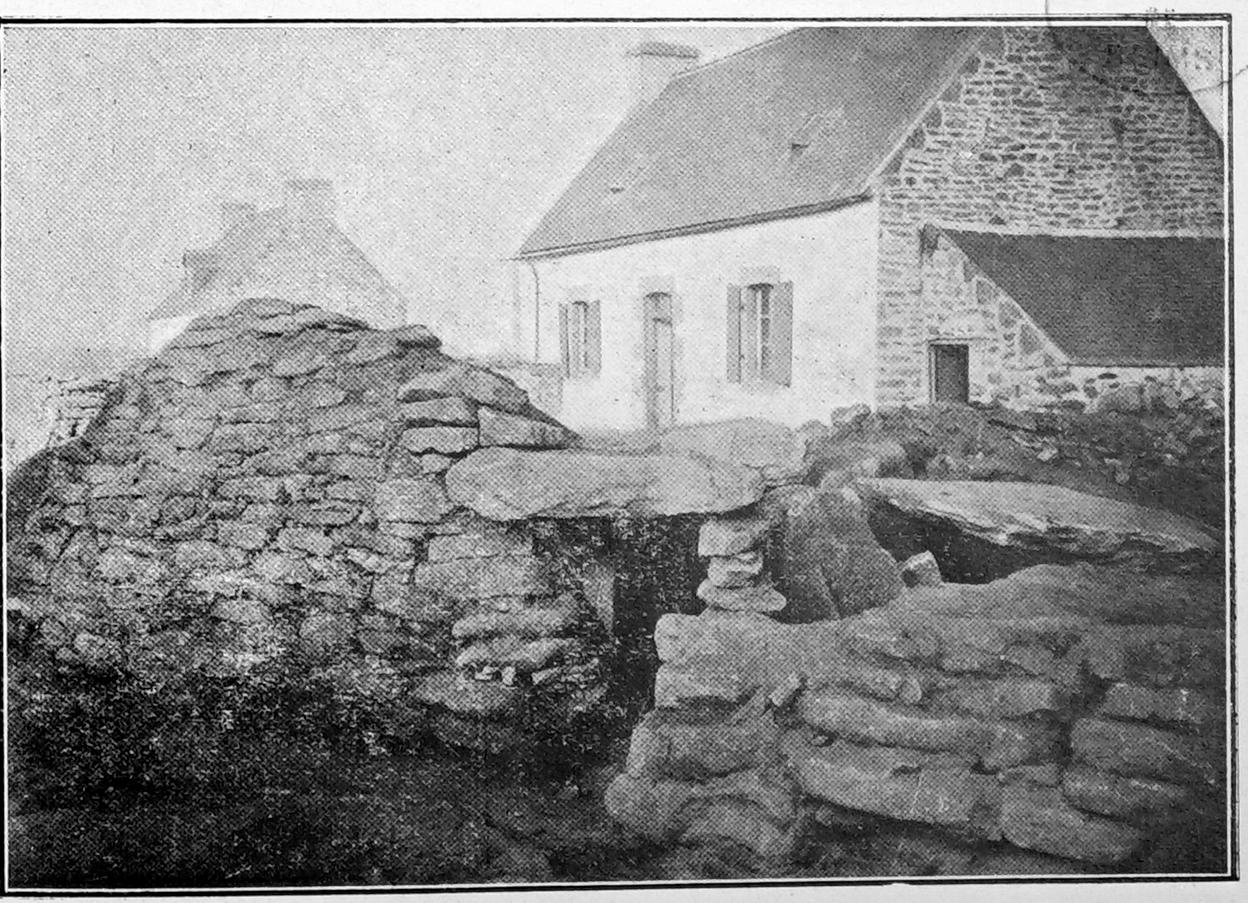
Der große Tumulus

Die Tumuli von Rosmeur liegen auf der Halbinsel Pors Carn in Saint-Guénolé, nordwestlich von Penmarc’h, in der Cornouaille, im Département Finistère in der  Bretagne in Frankreich. Rosmeur ist bekannt für seine beiden Grabhügel, die inzwischen aber nahezu verschwunden sind. Vom größeren Tumulus blieb nur das Ende einer Allée couverte in einem privaten Garten. Der kleine Tumulus, im Park einer Villa namens „Ker Tumulus Rosmeur“, ist kaum zu erkennen.
Der größere Tumulus (La Grande Bute genannt), beherbergte zwei Megalithanlagen nebeneinander. Die östliche war zweifellos ein Dolmen mit Seitenkammern. Die andere war von der gleichen Art oder ein Derivat. Die beiden wurden nebeneinander in einem Cairn von 20 × 10 m gefunden, der von einem etwa 45 mal 35 m großen Erdhügel bedeckt war. Der große Tumulus war mindestens 6,0 m hoch und somit ein Wahrzeichen an dieser flachen Küste. Er spielte sicher eine strategische Rolle für diese Halbinsel, die später häufig Ziel von Angriffen von Piraten und feindlichen Schiffen (Friesen, Wikinger) war. Der Tumulus wurde 1861 von Armand René du Châtellier (1797–1885) erkundet. Der Archäologe Frederick Corbin Lukis (1788–1871), der den Tumulus als „bemerkenswertes Denkmal“ bezeichnete, besuchte die Stätte 1864 und kritisierte die Ausgrabung scharf.
Paul du Chatellier, (1833–1911) der Sohn Armands, erkundete 1878 die Reste des Tumulus. Im selben Jahr begann er mit der Ausgrabung des kleinen benachbarten Tumulus’ (als La petite Butte bezeichnet). Er hatte etwa 30 m Durchmesser und war 1,4 m hoch.
Der große Tumulus wurde 1921 erneut ausgegraben. Für Charles Marie Eugène Pierre Bénard (1876–1931), Georges A. L. Boisselier (1876–1943) und Pierre Favret (1875–1950) muss der Tumulus, der drei Gassen enthielt, die mit großen und kleinen Räumen bedeckt und von riesigen Mauern umgeben waren, beeindruckend gewesen sein.
Dass in der gallo-römischen Zeit Eingriffe erfolgten, ist nicht unüblich. Die Wiederverwendung der neolithischen Struktur wird durch römische Münzen und Waffen bestätigt. Sie wurden zwischen 280 und 340 n. Chr. deponiert. Im Museum von Penmarc'h befindet sich der Kopf einer gallorömischen Muttergöttin aus dem großen Tumulus.
1881 wurde zwischen der Bucht von Viben und der Bucht von Pors Carn ein neuer Weg errichtet, der zwischen den Tumuli verläuft.